# الدوري القطري 1973–74
إحصائيات دوري نجوم قطر في موسم 1973-74.

## نظرة عامة
فاز السد بالبطولة.